# Апсела (Пезаро и Урбино)
Апсела је насеље у Италији у округу Пезаро и Урбино, региону Марке.
Према процени из 2011. у насељу је живело 370 становника. Насеље се налази на надморској висини од 63 м.